# Pest (ancien comitat)
Pour les articles homonymes, voir Pest.
Pest (hongrois : Pest ou Pest vármegye ; latin : Comitatus Pesthiensis) est un ancien comitat du royaume de Hongrie, créé au XVe siècle à partir d'un fragment de l'ancien comitat de Visegrád, fusionné par la suite au comitat de Pilis et intégré lors de la réforme territoriale de 1876 au comitat de Pest-Pilis-Solt-Kiskun.